# Tính hiện thực
Tính hiện thực (tiếng Pháp: realité) Với nghĩa rộng, thuật ngữ này biểu hiện một thuộc tính của văn học trong mối liên hệ với hiện thực, khẳng định sự phụ thuộc của văn học vào hiện thực khách quan.
Là một hình thái ý thức xã hội, tất cả các yếu tố, các chỉnh thể văn học, từ nội dung đến hình thức, từ trào lưu văn học đếnphương pháp sáng tác, loại thể văn học,... đều bắt nguồn sâu xa từ hiện thực khách quan, từ đời sống xã hội. Theo ý nghĩa ấy, bất kì tác phẩm văn học nào, dù là thuộc chủ nghĩa hiện thực hay chủ nghĩa lãng mạn, chủ nghĩa siêu thực hay chủ nghĩa ấn tượng, chủ nghĩa vị lai,.. đều có tính hiện thực dù có được tự giác hay không. Nói đến tính hiện thực là nói đến một thuộc tính tất yếu có ý nghĩa quy luật, không bao hàm một sự đánh giá nào về mặt chất lượng.
Thuật ngữ tính hiện thực còn được các nhà nghiên cứu sử dụng với ý nghĩa hẹp hơn, chỉ mối tương quan phù hợp như thật giữa phản ánh của văn học với cái hiện thực đời sống được miêu tả. Ở trường hợp này, tính hiện thực sẽ trái nghĩa với khái niệm ước lệ.